# Gouvernement Peña Nieto
États-Unis mexicains
Calderón López Obrador
Le gouvernement Peña Nieto (en espagnol : Gabinete de Enrique Peña Nieto) est le gouvernement des États-Unis mexicains du 1er décembre 2012 au 30 novembre 2018, durant le sextennat du président Enrique Peña Nieto, ainsi que les LXIIe et LXIIIe législatures du Congrès de l'Union.

## Historique du mandat
Dirigé par le président des États-Unis social-libéral Enrique Peña Nieto, ce gouvernement est constitué et soutenu par une coalition entre le Parti révolutionnaire institutionnel (PRI) et le Parti vert écologiste du Mexique (PVEM).
Ensemble, ils bénéficient en 2012 de 241 députés sur 500, soit 48,2 % des sièges de la Chambre des députés, et de 61 sénateurs sur 128, soit 47,7 % des sièges de la Sénat. À partir de 2015, il bénéficie du soutien de 245 députés sur 500, soit 49 % des sièges de la Chambre des députés.
Il est formé à la suite de l'élection présidentielle du 1er juillet 2012.
Il succède donc au gouvernement du conservateur Felipe Calderón, constitué et soutenu par le seul Parti action nationale (PAN).

## Composition

### Initiale (1erdécembre 2012)
| Fonction                                                                                                 | Titulaire | Titulaire                                                                            | Parti |
| --- | --------- | ------------------------------------------------------------------------------------ | ----- |
| Président des États-Unis                                                                                 |           | Enrique Peña Nieto                                                                   | PRI   |
| Secrétaire de l'Intérieur                                                                                |           | Miguel Ángel Osorio Chong                                                            | PRI   |
| Secrétaire des Relations extérieures                                                                     |           | José Antonio Meade Kuribreña                                                         | Sans  |
| Secrétaire de la Défense nationale                                                                       |           | Salvador Cienfuegos Zepeda                                                           | Sans  |
| Secrétaire de la Marine                                                                                  |           | Vidal Francisco Soberón Sanz                                                         | Sans  |
| Secrétaire de la Sécurité publique                                                                       |           | Manuel Mondragón y Kalb (jusqu'au 02/01/2013)                                        | Sans  |
| Secrétaire des Finances et du Crédit public                                                              |           | Luis Videgaray Caso                                                                  | PRI   |
| Secrétaire du Développement social                                                                       |           | Rosario Robles                                                                       | Sans  |
| Secrétaire de l'Environnement et des Ressources naturelles                                               |           | Juan José Guerra Abud                                                                | Sans  |
| Secrétaire de l'Énergie                                                                                  |           | Pedro Joaquín Coldwell                                                               | PRI   |
| Secrétaire de l'Économie                                                                                 |           | Ildefonso Guajardo Villarreal                                                        | PRI   |
| Secrétaire de l'Agriculture, du Bétail, du Développement rural, de la Pêche et de l'Alimentation         |           | Enrique Martínez y Martínez                                                          | PRI   |
| Secrétaire des Communications et des Transports                                                          |           | Gerardo Ruiz Esparza                                                                 | PRI   |
| Secrétaire de la Fonction publique                                                                       |           | Julián Alfonso Olivas Ugalde (jusqu'au 03/02/2015) Rafael Pacchiano Alamán a.i.      | PRI   |
| Secrétaire de l'Éducation publique                                                                       |           | Emilio Chuayffet                                                                     | PRI   |
| Secrétaire de la Santé                                                                                   |           | Mercedes Juan López                                                                  | PRI   |
| Secrétaire du Travail et de la Prévision sociale                                                         |           | Alfonso Navarrete Prida                                                              | PRI   |
| Secrétaire de la Réforme agraire Secrétaire du Développement agraire, territorial et urbain (02/01/2013) |           | Jorge Carlos Ramírez Marín (jusqu'au 27/02/2015) Jesús Murillo Karam                 | PRI   |
| Secrétaire du Tourisme                                                                                   |           | Claudia Ruiz Massieu Salinas                                                         | PRI   |
| Secrétaire de la Culture (18/12/2015)                                                                    |           | Rafael Tovar y de Teresa                                                             | PRI   |
| Procureur général de la République                                                                       |           | Jesús Murillo Karam (jusqu'au 27/02/2015) Arely Gómez González (à partir du 03/2015) | PRI   |
| Commissaire national de la sécurité (05/01/2013)                                                         |           | Manuel Mondragón y Kalb (jusqu'au 17/03/2014) Monte Alejandro Rubido                 | Sans  |
| Chef du Bureau de la Présidence                                                                          |           | Aurelio Nuño Mayer                                                                   | PRI   |

### Remaniement du27 août 2015
- Les nouveaux ministres sont indiqués en gras, ceux ayant changé d'attributions en italique.

| Fonction                                                                                         | Titulaire | Titulaire                                                                                            | Parti |
| ------------------------------------------------------------------------------------------------ | --------- | --- | ----- |
| Président des États-Unis                                                                         |           | Enrique Peña Nieto                                                                                   | PRI   |
| Secrétaire de l'Intérieur                                                                        |           | Miguel Ángel Osorio Chong (jusqu'au 10/01/2018) Alfonso Navarrete Prida                              | PRI   |
| Secrétaire des Relations extérieures                                                             |           | Claudia Ruiz Massieu Salinas (jusqu'au 04/01/2017) Luis Videgaray Caso                               | PRI   |
| Secrétaire de la Défense nationale                                                               |           | Salvador Cienfuegos Zepeda                                                                           | Sans  |
| Secrétaire de la Marine                                                                          |           | Vidal Francisco Soberón Sanz                                                                         | Sans  |
| Secrétaire des Finances et du Crédit public                                                      |           | Luis Videgaray Caso (jusqu'au 07/09/2016)                                                            | PRI   |
| Secrétaire des Finances et du Crédit public                                                      |           | José Antonio Meade Kuribreña (jusqu'au 27/11/2017)                                                   | Sans  |
| Secrétaire des Finances et du Crédit public                                                      |           | José Antonio González Anaya                                                                          | PRI   |
| Secrétaire du Développement social                                                               |           | José Antonio Meade Kuribreña (jusqu'au 07/09/2016)                                                   | Sans  |
| Secrétaire du Développement social                                                               |           | Luis Miranda Nava                                                                                    | PRI   |
| Secrétaire de l'Environnement et des Ressources naturelles                                       |           | Rafael Pacchiano Alamán                                                                              | Sans  |
| Secrétaire de l'Énergie                                                                          |           | Pedro Joaquín Coldwell                                                                               | PRI   |
| Secrétaire de l'Économie                                                                         |           | Ildefonso Guajardo Villarreal                                                                        | PRI   |
| Secrétaire de l'Agriculture, du Bétail, du Développement rural, de la Pêche et de l'Alimentation |           | José Eduardo Calzada Rovirosa (jusqu'au 16/03/2018)                                                  | PRI   |
| Secrétaire de l'Agriculture, du Bétail, du Développement rural, de la Pêche et de l'Alimentation |           | Baltazar Hinojosa Ochoa                                                                              | PRI   |
| Secrétaire des Communications et des Transports                                                  |           | Gerardo Ruiz Esparza                                                                                 | PRI   |
| Secrétaire de la Fonction publique                                                               |           | Rafael Pacchiano Alamán a.i. (jusqu'au 18/07/2016) Arely Gómez González (à partir du 27/10/2016)     | PRI   |
| Secrétaire de l'Éducation publique                                                               |           | Aurelio Nuño Mayer                                                                                   | PRI   |
| Secrétaire de la Santé                                                                           |           | Mercedes Juan López (jusqu'au 08/02/2016) José Ramón Narro Robles                                    | PRI   |
| Secrétaire du Travail et de la Prévision sociale                                                 |           | Alfonso Navarrete Prida                                                                              | PRI   |
| Secrétaire du Développement agraire, territorial et urbain                                       |           | Rosario Robles                                                                                       | PRD   |
| Secrétaire du Tourisme                                                                           |           | Enrique de la Madrid Cordero                                                                         | PRI   |
| Secrétaire de la Culture                                                                         |           | Rafael Tovar y de Teresa (jusqu'au 10/12/2016) María Cristina García Cepeda (à partir du 04/01/2017) | PRI   |
| Procureur général de la République                                                               |           | Arely Gómez González (jusqu'au 26/10/2016) Raúl Cervantes Andrade                                    | PRI   |
| Commissaire national de la sécurité                                                              |           | Renato Sales Heredia                                                                                 | Sans  |
| Chef du Bureau de la Présidence                                                                  |           | Francisco Guzmán Ortiz                                                                               | PRI   |